# 小販管理隊
小販管理隊（英語：Hawker Control Team）隸屬於食物環境衞生署，負責管制一切販賣相關活動。

## 歷史
從前，小販管理由香港警察隊負責。及後，市政總署及區域市政總署成立一般事務隊，後來於2000年1月1日，演變成現今的小販管理隊。
經過香港政府一定程度的投資及控制，無牌小販問題在香港社會上大幅度地減少，並且獲得一定程度控制。小販管理隊的工作逐漸由小販管理，演變成為「店舖管理」，即管制大量店鋪非法擴張及就其營業對公眾所造成的道路管理的社會問題。

## 職責
小販管理隊的職責是在總區及分區兩個層面上管制販賣活動。
小販管理隊確保持牌小販按其牌照所訂的條件經營，並且遵守《公眾衞生及市政條例》（第132章）、其附屬法例，以及香港特別行政區其他有關法例的規定；以及管制持牌小販所引致的街道阻塞和環境滋擾情況。
小販管理隊人員亦定期巡查持牌固定小販攤檔，以整頓在街頭販賣的流動小販，並且採取執法行動。
為打擊無牌販賣活動，小販管理隊在小販罪案黑點執行分段巡邏及掃蕩行動（合作單位包括香港鐵路有限公司、香港警務處、香港海關及入境事務處、房屋署及香港房屋協會）。另外，小販管理隊亦重點打擊食物業處所非法設置露天座位

## 執行法例
小販管理隊在管制販賣活動方面施行的法例包括：
- 《公眾衞生及市政條例》（第132章）第83至86D條
- 《小販規例》（第132AI章）
- 《食物業規例》（第132X章）
- 《簡易程序治罪條例》（第228章）第4A條
- 《定額罰款(公眾地方潔淨罪行)條例》（第570章）

在預防及控制疾病方面施行的法例包括 （页面存档备份，存于） （页面存档备份，存于） （页面存档备份，存于）：
- 《預防及控制疾病（規定及指示）（業務及處所）規例》（第599F章）
- 《預防及控制疾病（禁止羣組聚集）規例》（第599G章）
- 《預防及控制疾病（佩戴口罩）規例》（599I章）

### 持牌小販類別

#### 固定攤位小販牌照
- 擦鞋、熟食或小食、報紙、工匠、理髮、靠牆攤檔以及其他類別。

#### 流動小販牌照
- 工匠、報紙、冰凍甜點、流動車以及其他類別。

## 組織
小販管理隊現分為19個分區及1個總區；香港島及九龍半島分區合共125個、新界分區66個，各分區由一支小隊規模的分區小販管理隊負責。
小販管理隊由各級小販管理主任組成，每總區由一名首席小販管理主任管理轄下各小販管理特遣隊，由一名高級衛生督察（小販管理特遣隊）督導。
各分區小販管理隊由一名首席小販管理主任管理，由一名高級衛生督察（小販）督導。另外，在設有固定小販攤檔的分區，額外設有一名衞生督察（小販個案）。
離島區則由一名總小販管理主任管理，由高級衛生督察（小販及街市）和衞生督察（小販及街市）各一名督導。
| 職級                                                 | 薪酬( 總薪級表) |
| ---------------------------------------------------- | --------------- |

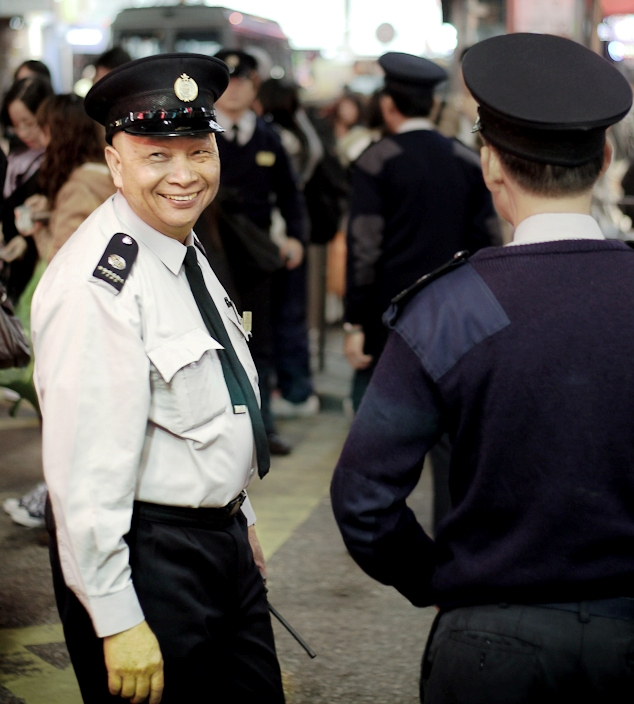
小販管理隊。

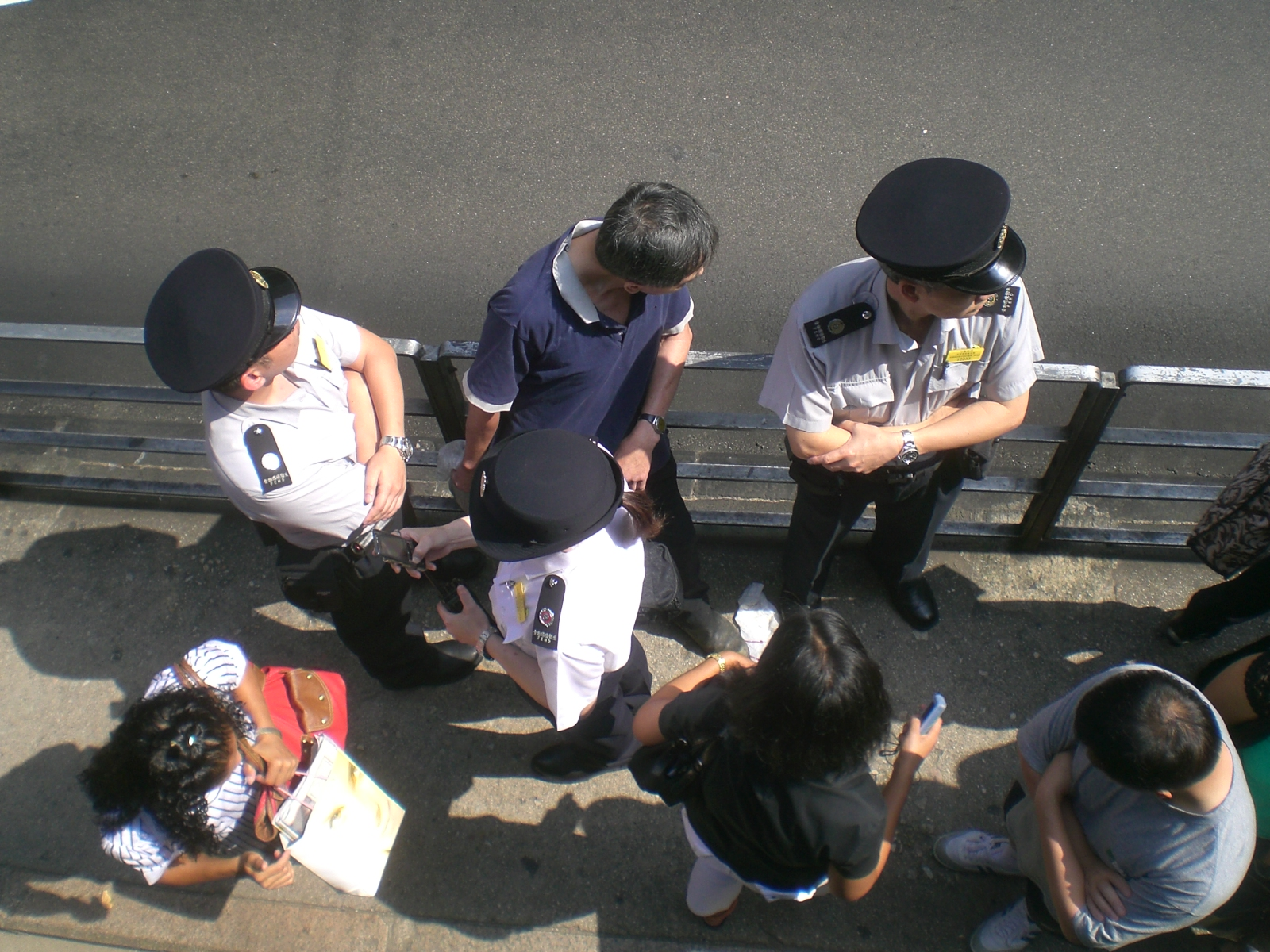
小販管理隊執勤中。

| 首席小販管理主任（Principal Hawker Control Officer） | 第28-30點       |
| 總小販管理主任（Chief Hawker Control Officer）       | 第23-27點       |
| 高級小販管理主任（Senior Hawker Control Officer）    | 第19-22點       |
| 小販管理主任（Hawker Control Officer）               | 第15-18點       |
| 助理小販管理主任（Assistant Hawker Control Officer） | 第8-14點        |

## 制服
除非獲得食物環境衛生署助理署長或者以上職級的首長級人員批准，否則小販管理主任職系人員均需要穿着制服執行職務。
助理小販管理主任穿著灰色襯衫，小販管理主任或者以上職級穿著白色襯衫。
小販管理主任職系制服胸前掛有職員編號黃色膠牌，肩章繡有銀色「食物環境衞生署」及「FEHD」字樣，徽章和條紋為銀色。

### 演變
自2012年5月7日起，小販管理主任職系換上新式夏季制服，肩章均以布料製造，以取締以往的金屬肩章，以增加舒適度。
管工職系的管工及高級管工於2012年5月7日起穿著白色襯衫，取代以往的藍色襯衫，其徽章和條紋則為淺藍色。
小販事務隊亦計劃於同年冬季更換部分制服物品，使到制服更為切合職業健康及安全及行動需要，包括便帽和防雨保暖外套等。

### 肩章[5]
2012年5月7日前，小販管理主任職系以肩章上的金屬章的顏色分辨職級。
| 職級                                                 | 舊肩章     | 新肩章                  |
| ---------------------------------------------------- | ---------- | ----------------------- |
| 首席小販管理主任（Principal Hawker Control Officer） | 白色金屬章 | 銀色繡章下加4條銀色條紋 |
| 總小販管理主任（Chief Hawker Control Officer）       | 藍色金屬章 | 銀色繡章下加3條銀色條紋 |
| 高級小販管理主任（Senior Hawker Control Officer）    | 綠色金屬章 | 銀色繡章下加2條銀色條紋 |
| 小販管理主任（Hawker Control Officer）               | 紅色金屬章 | 銀色繡章下加1條銀色條紋 |
| 助理小販管理主任（Assistant Hawker Control Officer） | 黃色金屬章 | 銀色繡章                |

## 裝備
小販事務隊的總區有數支小隊規模的特遣隊，均配備手提式無線電通訊器材和專用車輛。